# Skyler Bowlin
Skyler Bowlin (Paragould, Arkansas, 13 de julio de 1989) es un jugador de baloncesto estadounidense que pertenece a la plantilla del Bakken Bears de la Basket Ligaen danesa. Con 1,89 metros de estatura, juega en la posición de base.

## Trayectoria deportiva
Jugó durante cuatro temporadas con los Missouri Southern Lions y tras no ser drafteado en 2011, comenzaría su carrera profesional en ligas menores como Dinamarca, Austria y Suecia. Sería campeón de la copa y liga Basket Ligaen en 2015.
En la temporada 2015-16, sería campeón de la Svenska basketligan, antes de firmar  por el Gießen 46ers de la Basketball Bundesliga, la primera categoría del baloncesto alemán.
El 19 de febrero de 2021, firma por el Stelmet Zielona Gora de la Polska Liga Koszykówki, tras jugar durante la primera vuelta de la competición en el Iraklis BC de la A1 Ethniki con el que promedió 8 puntos y 4,4 rebotes por partido.
En la temporada 2021-22, firma por el Telekom Baskets Bonn de la Basketball Bundesliga.
En junio de 2022 firmó por dos temporadas con el Bakken Bears de la Basket Ligaen danesa.